# Billockby
Billockby är en by i civil parish Fleggburgh, i distriktet Great Yarmouth, i grevskapet Norfolk i England. Byn är belägen 4 km från Acle. Billockby var en civil parish fram till 1935 när blev den en del av Fleggburgh. Civil parish hade 58 invånare år 1931. Byn nämndes i Domedagsboken (Domesday Book) år 1086, och kallades då Bit(h)lakebei.